# Clara Southern

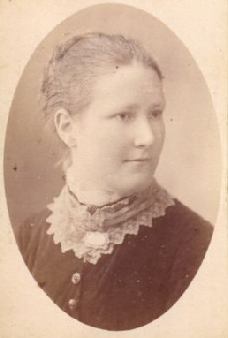
Fotoporträt von Clara Southern

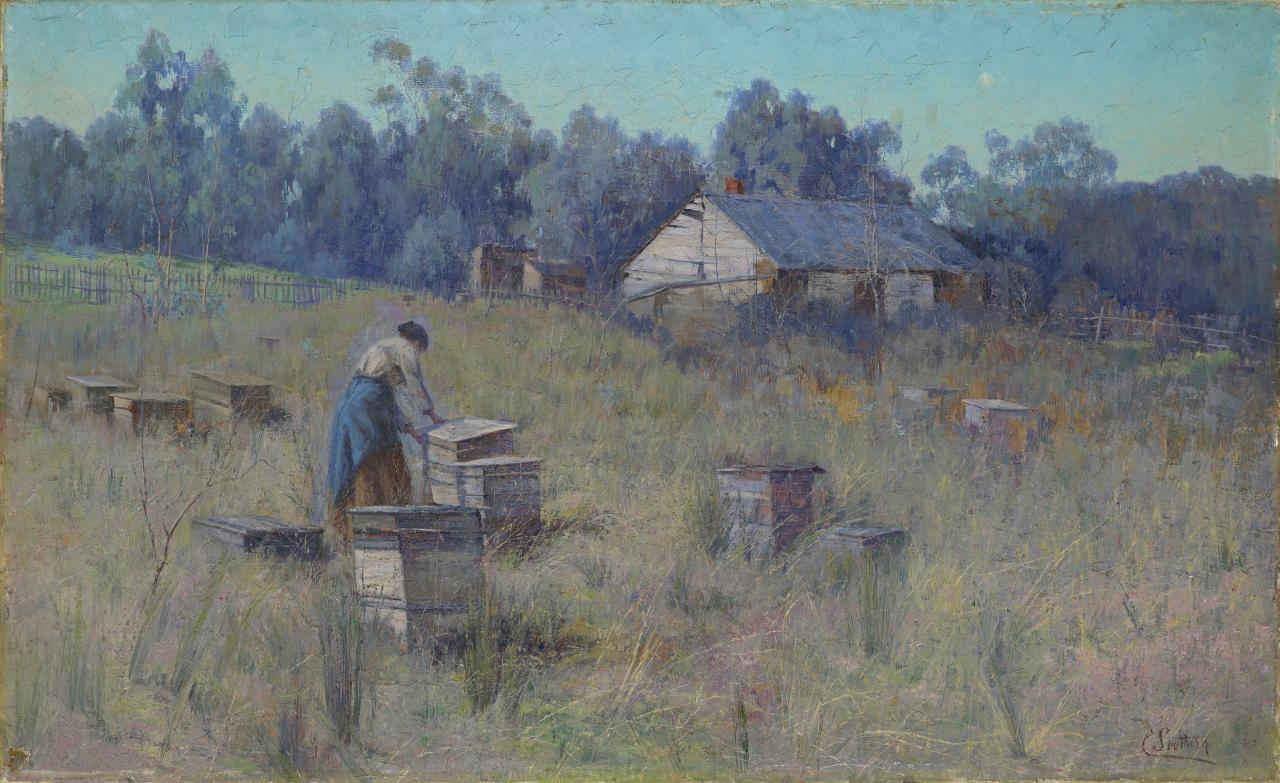
An Old Bee Farm, 1900

Clara Southern (* 3. Oktober 1860 in Kyneton, Australien; † 15. Dezember 1940 in Surry Hills, Australien) war eine australische Künstlerin der Heidelberg School, auch bekannt als Australischer Impressionismus.

## Leben
Southern studierte an der National Gallery of Victoria Art School bei George Folingsby und Frederick McCubbin. In Melbourne teilte sie sich ab 1888 ein Atelier in den Grosvenor Chambers mit Jane Sutherland.
1908 hatte sie eine künstlerische Gemeinschaft aus jungen Landschaftsmalern in Warrandyte aufgebaut, eine Gemeinde am Yarra River ungefähr 30 Kilometer entfernt von Melbourne. Die Gemeinschaft beinhaltete Penleigh Boyd und Harold Herbert. Obwohl ihre Werke von den Künstlern ihrer Zeit bewundert wurden, waren sie nicht sehr bekannt. Southern heiratete John Flinn, aber stellte gewöhnlich unter ihrem Originalnamen aus.
An Old Bee Farm, das in der National Gallery of Victoria zu sehen ist, ist eines ihrer bekanntesten Arbeiten. Es ist eines von 56 Gemälden in Lloyd O’Neils Classic Australian Paintings und wurde als Coverillustration für Kay Schaffers Buch Women and the Bush: Forces of Desire in the Australian Cultural Tradition (1988) benutzt.